# Кандат, Кирилл Орестович
Кирилл Орестович Кандат (род. 1948) — советский и российский тренер по фехтованию.
Открыта Школа фехтования Кирилла Кандата.

## Биография
Родился 21 декабря 1948 года в Ленинграде.
Отец — Орест Оскарович Кандат, джазовый музыкант, тоже занимался фехтованием.
Мать Кандат (Наумова) Мария Михайловна — художник, член Союза кинематографистов СССР, работала на киностудии «Ленфильм» художником комбинированных съёмок. Принимала участие в создании фильмов «Старик Хоттабыч», «Человек-амфибия», «Полосатый рейс», «На диком бреге», «Строгая мужская жизнь» и многих других.
Кирилл начал заниматься фехтованием с 1963 года во Дворце пионеров, левша.
Окончил НГУ им. Лесгафта (бывший СПбГУФК) в 1973 году (тренерский факультет, кафедра теории и методики фехтования, квалификация — тренер-преподаватель по фехтованию).
На тренерской работе — с 1973 года. Его учителем был Ремизов, Вячеслав Александрович.
С 1979 г. работал в СКА тренером по современному пятиборью. Участвовал в подготовке сборной команды СССР по современному пятиборью к ОИ в Сеуле и Барселоне. Подготовил двукратного чемпиона мира по современному пятиборью Г. Юферова, чемпиона мира среди юниоров И. Терехина, чемпионов и призёров чемпионатов и первенств России по фехтованию С. Зайку, С. Филатова и Г. Юферова.
В 1990-х годах работал в Китае. Участвовал в подготовке серебряного призёра ОИ в Пекине Ван Лея.
С 2015 года даёт индивидуальные уроки по спортивному и историческому фехтованию. Вице-президент федерации HEMA  Санкт-Петербурга.
Живёт в Санкт-Петербурге, женат.
Дети: Кандат Анастасия Кирилловна (2008)
Кандат Вера Кирилловна (2010)
Кандат Вальтер Кириллович (2020)

## Награды
- Мастер спорта СССР по фехтованию (1971).
- Заслуженный тренер России (1992). Награждён знаком «Л» Комитета по физической культуре и спорту г. Ленинграда за подготовку сборной команды СССР по современному пятиборью к Играм Доброй Воли 1984 г.